# Épagny (Côte-d’Or)
Épagny ist eine französische Gemeinde mit 325 Einwohnern (Stand: 1. Januar 2022) im Département Côte-d’Or in der Region Bourgogne-Franche-Comté (vor 2016 Bourgogne). Sie gehört zum Arrondissement Dijon und zum Kanton Is-sur-Tille.

## Geographie
Épagny liegt rund 16 Kilometer nordnordöstlich von Dijon. Nachbargemeinden sind Chaignay im Norden, Marsannay-le-Bois im Osten und Südosten, Savigny-le-Sec im Süden und Südwesten sowie Saussy im Westen und Nordwesten.

## Bevölkerung
| Jahr                       | 1962 | 1968 | 1975 | 1982 | 1990 | 1999 | 2006 | 2013 | 2019 |
| Einwohner                  | 149  | 133  | 152  | 175  | 217  | 218  | 255  | 322  | 318  |
| Quellen: Cassini und INSEE |      |      |      |      |      |      |      |      |      |

## Sehenswürdigkeiten

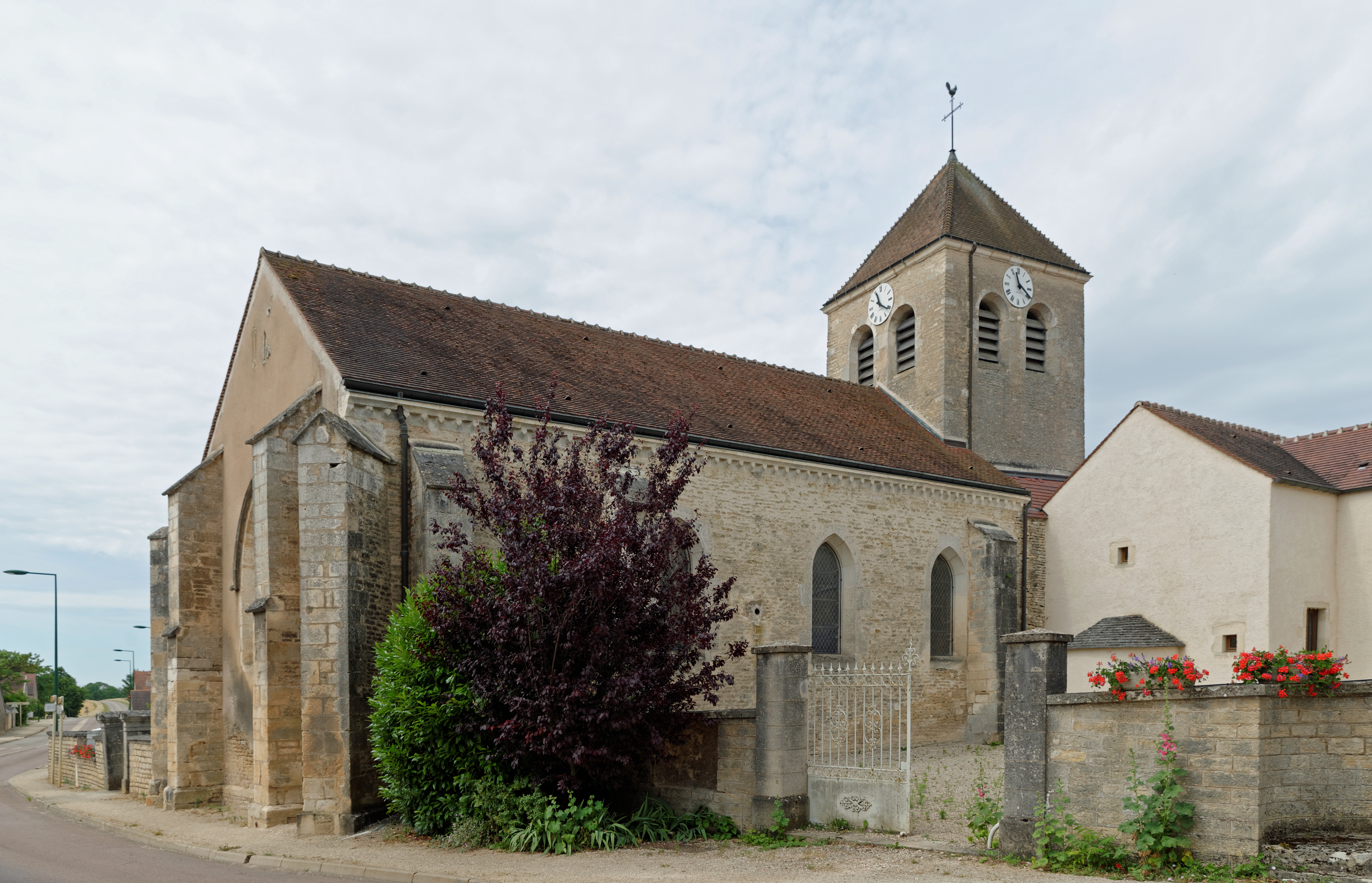
Kirche Saint-Bénigne

- Kirche Saint-Bénigne, Monument historique seit 1970